# Everything Is 4
Everything Is 4 est le quatrième album studio de l'artiste américain Jason Derulo.

## L'album
Il est sorti aux États-Unis le 2 juin 2015 chez Warner Bros. Le premier single Want to Want me, a atteint la première place des charts dans six pays et a été vendu à plus de 1,1 million d’exemplaires dans le monde entier[réf. nécessaire]. 

## Liste des pistes
| 1.    | Want to Want Me                                             | Kirkpatrick                                          | 3:27 |
| 2.    | Cheyenne                                                    | - The Monsters and the Strangerz - Kirkpatrick       | 3:35 |
| 3.    | Get Ugly                                                    | Ricky Reed                                           | 3:20 |
| 4.    | Pull Up                                                     | - Cook Classics - Mr. Collipark - Charlie Puth (co.) | 3:06 |
| 5.    | Love Like That (featuring K. Michelle)                      | - Hitmaka - The Mekanics - Dreamstate                | 3:59 |
| 6.    | Painkiller (featuring Meghan Trainor)                       | - Carlsson - Mag                                     | 3:23 |
| 7.    | Broke (featuring Stevie Wonder and Keith Urban)             | Puth                                                 | 3:06 |
| 8.    | Try Me (featuring Jennifer Lopez and Matoma)                | Matoma                                               | 3:20 |
| 9.    | Love Me Down                                                | Kirkpatrick                                          | 2:45 |
| 10.   | Trade Hearts (featuring Julia Michaels)                     | Pop & Oak                                            | 3:30 |
| 11.   | X2CU (includes hidden track "Angel Wings" starting at 3:35) | Danja                                                | 5:13 |
| 38:44 |                                                             |                                                      |      |

## Certifications
| Pays                  | Certification | Unités certifiées |
| --------------------- | ------------- | ----------------- |
| Canada (Music Canada) | Platine       | 80 000            |
| Danemark (IFPI)       | Or            | 10 000            |
| États-Unis (RIAA)     | Or            | 500 000           |
| Norvège (IFPI)        | Or            | 15 000            |
| Pologne (ZPAV)        | Or            | 10 000            |
| Suède (GLF)           | Or            | 20 000            |